# Kaiaf
Kaiaf ist eine Ortschaft im westafrikanischen Staat Gambia.
Nach einer Berechnung für das Jahr 2013 leben dort etwa 1770 Einwohner, das Ergebnis der letzten veröffentlichten Volkszählung von 1993 betrug 1773.

## Geographie
Kaiaf liegt in der Lower River Region im Distrikt Kiang East. Der kleine Ort ist rund 1,5 Kilometer von Genieri entfernt und befindet sich an der South Bank Road, Gambias wichtigster Fernstraße. Soma, die größte Stadt der Division, liegt rund 9,8 Kilometer in östlicher Richtung auf der South Bank Road.
Zwischen Genieri und Kaiaf liegt der 26 Hektar große Kaiaf Forest Park.